# Rio Bicău
O Rio Bicău é um rio da Romênia afluente do Rio Someş, localizado no distrito de Satu Mare.